# Ezequiel Montes (kommun)
Ezequiel Montes är en kommun i Mexiko.   Den ligger i delstaten Querétaro Arteaga, i den centrala delen av landet, 160 km nordväst om huvudstaden Mexico City.
Följande samhällen finns i Ezequiel Montes:
- Ezequiel Montes
- Bernal
- San José del Jagüey
- Alfredo V. Bonfil
- Tunas Blancas
- La Nueva Unidad
- La Purísima
- La Providencia
- Guanajuatito
- Piedras Negras
- El Cardonal
- Las Fuentes Fraccionamiento
- Los Sánchez
- Barreras
- El Bondotal
- La Luna
- Palo Seco
- El Cerrito
- Valle Colorado
- El Coyote
- Cerritos Barrio San Miguel